# Lehner Vilmos
Lehner Vilmos (Pest, 1857. szeptember 4. – Budapest, 1926. december 19.) gyümölcstermesztő, polgári iskolai igazgató, sakkozó.

## Életpályája
Lehner Sándor és Barna Juliánna gyermeke. Felesége Hauer Juliánna volt, gyermeke Lehner Ödön gyümölcstermesztő. A budapesti tudományegyetemen matematika-fizika szakon középiskolai tanári diplomát szerzett, ezt követően pedig különböző fővárosi gimnáziumokban oktatott, majd a Wesselényi utcai polgári iskola igazgatójának tették meg. Az 1880-as években tanári hivatása mellett filoxérabiztosként is működött, 1896-ban Nagytétényben őszibarackot telepített, ezzel megalapítva a Buda vidéki őszibarack-termesztést. Sakkozóként is ismerték, a Magyar Sakk-kör egyik alapító tagja volt.
Az 1889-ben alapított Budapesti Sakkozó Társaság első elnöke volt.